# Кен-Суу (Тюпский район)
Кен-Суу (кирг. Кең-Суу) — село в Тюпском районе Иссык-Кульской области Кыргызстана. Входит в состав Сан-Ташского аильного округа. Код СОАТЕ — 41702 225 865 03 0.

## Население
По данным переписи 2009 года в селе проживало 1922 человека.
По данным переписи 2022 года в селе проживало 2 358 человека.

## Известные уроженцы
- Зияш Бектенов (1911—1994) — учёный, профессор, лингвист, манасовед, переводчик; местный уроженец.
- Садыр Жапаров (род. 1968) — Президент Кыргызской Республики; местный уроженец.
- Кусеин Карасаев (1901—1998) — киргизский и советский лингвист, академик, лексикограф, педагог, литературовед, фольклорист; местный уроженец.
- Тугельбай Сыдыкбеков (1912—1997) — советский писатель. Герой Кыргызской Республики. Народный писатель Кыргызской Республики.